# Gigi Gorgeous
Giselle Loren Lazzarato (20 d'abril de 1992), més coneguda com a Gigi Gorgeous, és una personalitat d'internet i televisió, socialite, actriu i model quebequesa.
El 2008, Lazzarato va començar a penjar vídeos a la plataforma YouTube, que van aconseguir popularitat. Durant els anys següents, va seguir pujant vídeos al seu canal, i també va crear i protagonitzar el programa de telerealitat The Avenue (2011-13). Després d'un breu parèntesi, Lazaratto va guanyar l'atenció dels mitjans després d'explicar públicament que era una dona transgènere el 2013. Durant el 2014, Lazarrato va documentar la seva transició a través dels seus perfils de mitjans socials, principalment a través dels seus vídeos que giraven entorn dels seus procediments cosmètics, que van obtenir un estatus viral. L'any 2016 va haver de ser deportada de Dubai a causa de ser transgènere, cosa que va donar lloc a una àmplia cobertura mediàtica. Lazarrato va ser el tema principal del documental This is Everything: Gigi Gorgeous (2017), dirigit per Barbara Kopple que va seguir la seva transició. La pel·lícula es va estrenar al Festival de Cinema de Sundance i va tenir un llançament limitat i diversos premis, incloent-hi un Streamy.
A més del seu treball personal, Lazarrato ha treballat d'actriu i model. Els seus crèdits inclouen protagonitzar el curtmetratge I Hate Myselfie (2015) i del youtuber Shane Dawson i la respectiva seqüela, juntament amb aparicions a les sèries de televisió Project Runway All Stars, Me and My Grandma, Good Work i Trailblazers, entre d'altres. Com a model, ha aparegut a les portades de Paper i FASHION, i també en destacats de Galore, Kode, Refinery29 i Out.